# Bartolomeo Bianco

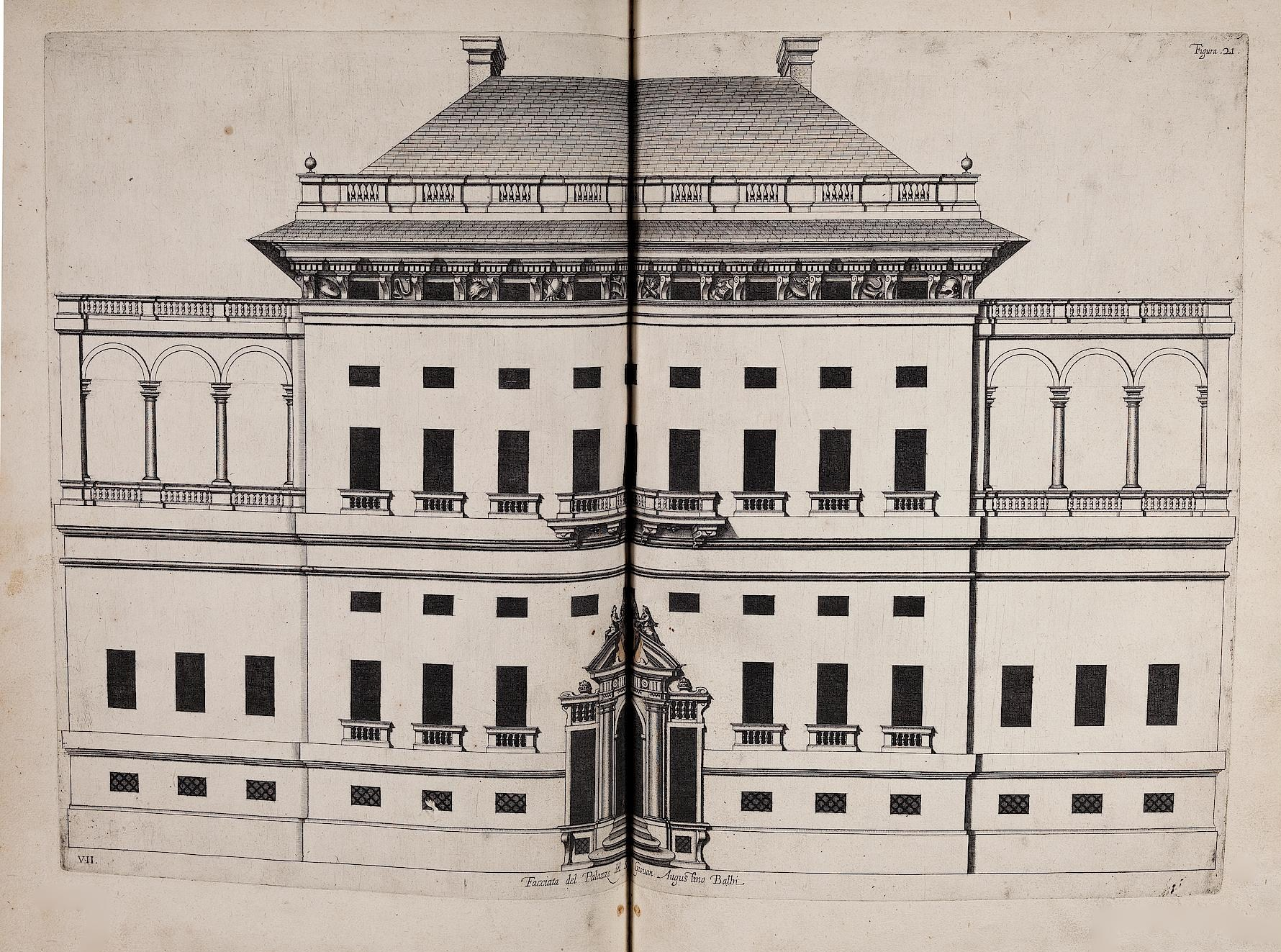
Rubens, palazzo Durazzo-Pallavicini, facciata

Bartolomeo Bianco (Coldrerio, 1590 – Genova, 1657) è stato un architetto italiano, principale interprete del barocco genovese in architettura.

## Biografia
Nativo di Coldrerio si trasferì molto giovane a Genova per seguire il padre, Cipriano Bianco, impegnato nel capoluogo ligure in alcuni lavori per il locale convento dei Padri Agostiniani di Carbonara nella zona di Castelletto. La sua formazione professionale si sviluppò soprattutto a Genova richiamando nei suoi progetti stili tipicamente di scuola lombarda - ad esempio per le decorazioni o per le facciate esterne delle chiese - in un percorso artistico che gli storici equiparano a suoi colleghi conterranei quali Domenico Fontana e Martino Longhi il vecchio. Nel capoluogo è considerato uno dei principali sviluppatori e creatori del barocco e dei palazzi seicenteschi genovesi. 

### L'attività a Genova
Sarà soprattutto nell'allora capitale della repubblica omonima che l'opera del Bianco si svilupperà maggiormente e si farà conoscere dalle più importanti personalità genovesi dell'epoca. Tra questi vi fu la nobile famiglia Balbi che gli commissionò una notevole opera artistica e progettuale: l'apertura di una nuova strada, l'odierna Via Balbi - migliorando così la viabilità tra il porto genovese e l'ex porta occidentale di San Tommaso. Dalla nuova opera viaria, a partire dal 1618, si darà vita in seguito ad un nobile quartiere residenziale con la costruzione di sette palazzi - di proprietà dei Balbi - un collegio dei Gesuiti e una chiesa intitolata ai santi Vittore e Carlo, di cui ne darà immediata testimonianza Rubens nei suoi Palazzi di Genova.
Sempre per la famiglia genovese - nella persona di Giovanni Agostino Balbi - realizzerà nel 1618 il progetto del palazzo Durazzo-Pallavicini, cui un particolare effetto scenografico è conferito dalle due grandi ali ai margini della facciata, quest'ultimo rivisto strutturalmente nel 1780 da Emanuele Andrea Tagliafichi, e tra il 1616 e il 1620 il palazzo Balbi-Senarega dove creò un doppio piano nobile per i fratelli committenti Giacomo e Pantaleo Balbi. Assieme al figlio Piero Antonio Maria, morto giovane, diverrà tra il 1620 e il 1625 architetto camerale.
Nel 1626 è nominato coordinatore e capo d'opera dell'impresa progettuale delle Mura Nuove di Genova, opera conclusa nel 1633, sotto la direzione di Ansaldo De Mari e Vincenzo Maculano. Tre anni dopo, nel 1629, dopo l'apertura dell'odierna via Balbi collabora al progetto della nuova chiesa dei Santi Vittore e Carlo per i Carmelitani Scalzi fino al 1631 quando, per motivi sconosciuti, abbandona l'opera che sarà ugualmente completata e ligia al primario progetto di Bartolomeo Bianco.
Nel 1634, dopo gli accordi presi tra Stefano Balbi e i Padri Gesuiti nel 1630, iniziano i lavori per l'edificazione del nuovo Collegio dei Gesuiti di Genova, considerato il suo capolavoro. L'architetto s'ispirò, secondo gli storici, alla maestria di Giovanni Ponzello, autore del celebre palazzo Doria-Tursi (sede del municipio) in via Giuseppe Garibaldi detta "Strada Nuova". Nonostante la riproposizione appaia simile al palazzo del Ponzello, l'effetto scenografico risulta diverso a causa dell'orografia dell'area particolarmente ripida. L'utilizzo, con effetti maestosamente scenografici, di logge e scalinate, che contribuiscono ad amplificare gli spazi e a conferire grandiosità agli ambienti, è testimonianza dell'adesione dell'architetto agli stilemi del barocco maturo. Il collegio dei Gesuiti diverrà in seguito sede della facoltà di giurisprudenza dell'Università degli Studi di Genova.
Altre sue opere genovesi sono porta Pila, palazzo Cattaneo della Volta in piazza Cattaneo e palazzo Casareto De Mari in piazza Campetto.

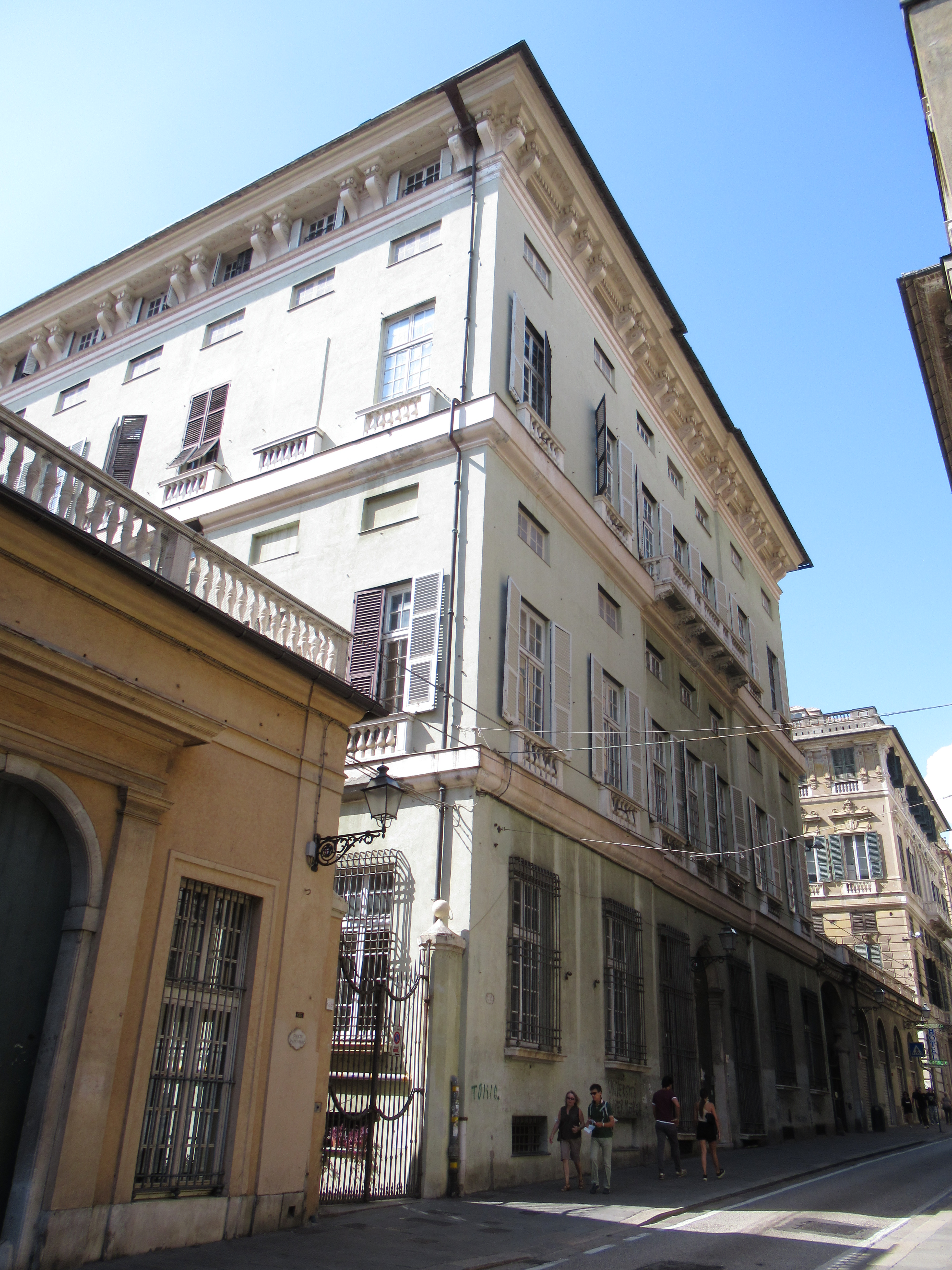
Palazzo Balbi Senarega
Collegio dei Gesuiti di Genova, cortile
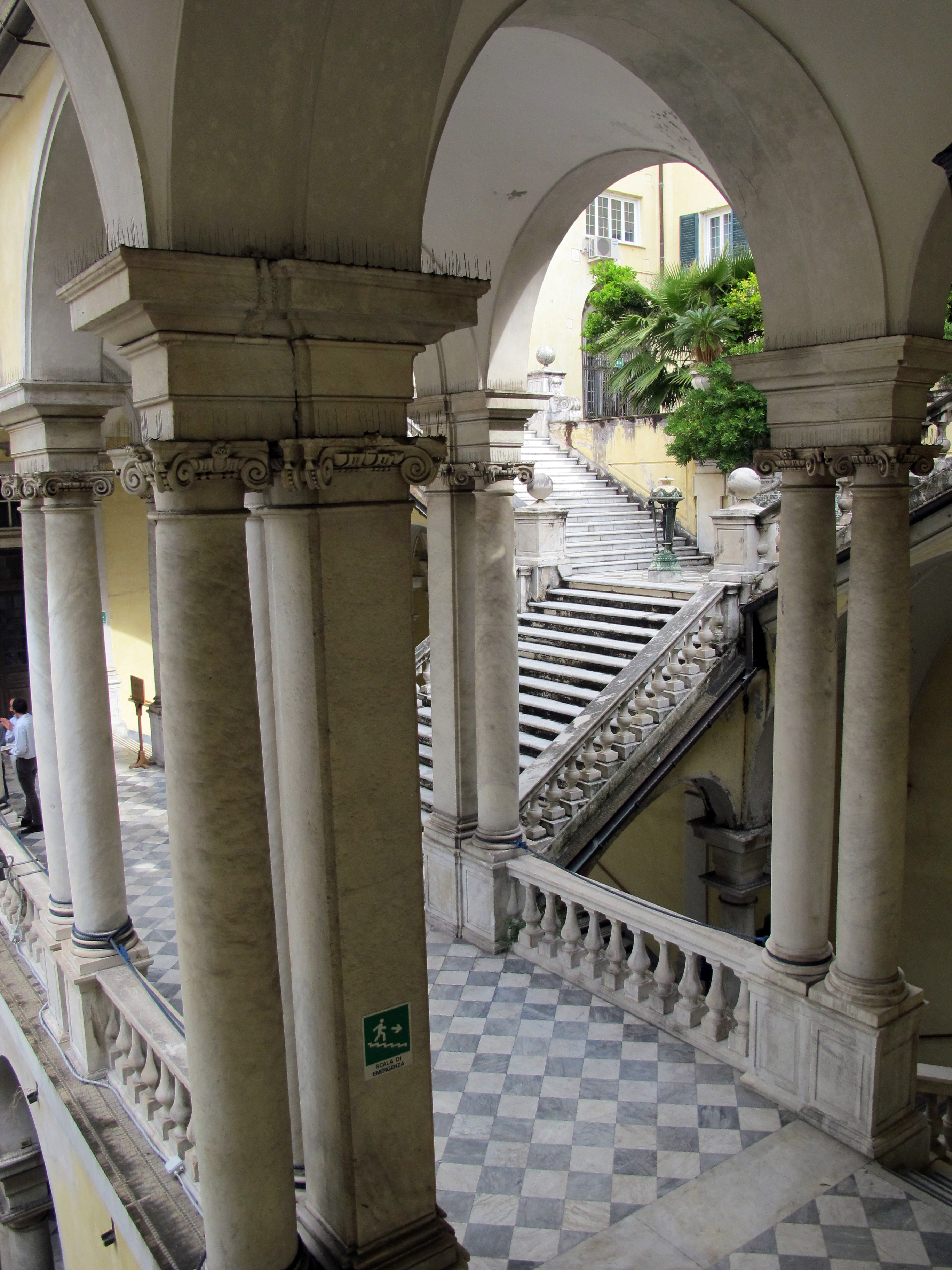
Collegio dei Gesuiti di Genova, scalinata

### L'attività a Chiavari
Oltre alla maggiore opera svolta nel capoluogo genovese e in altri lavori sulle fortezze di Gavi (AL) e Savona, svolse un'importante operato nella cittadina costiera di Chiavari nel Tigullio. Nel 1623 collabora attivamente durante l'edificazione del santuario di Nostra Signora dell'Orto realizzando alcune parti strutturali quali il presbiterio e l'abside.

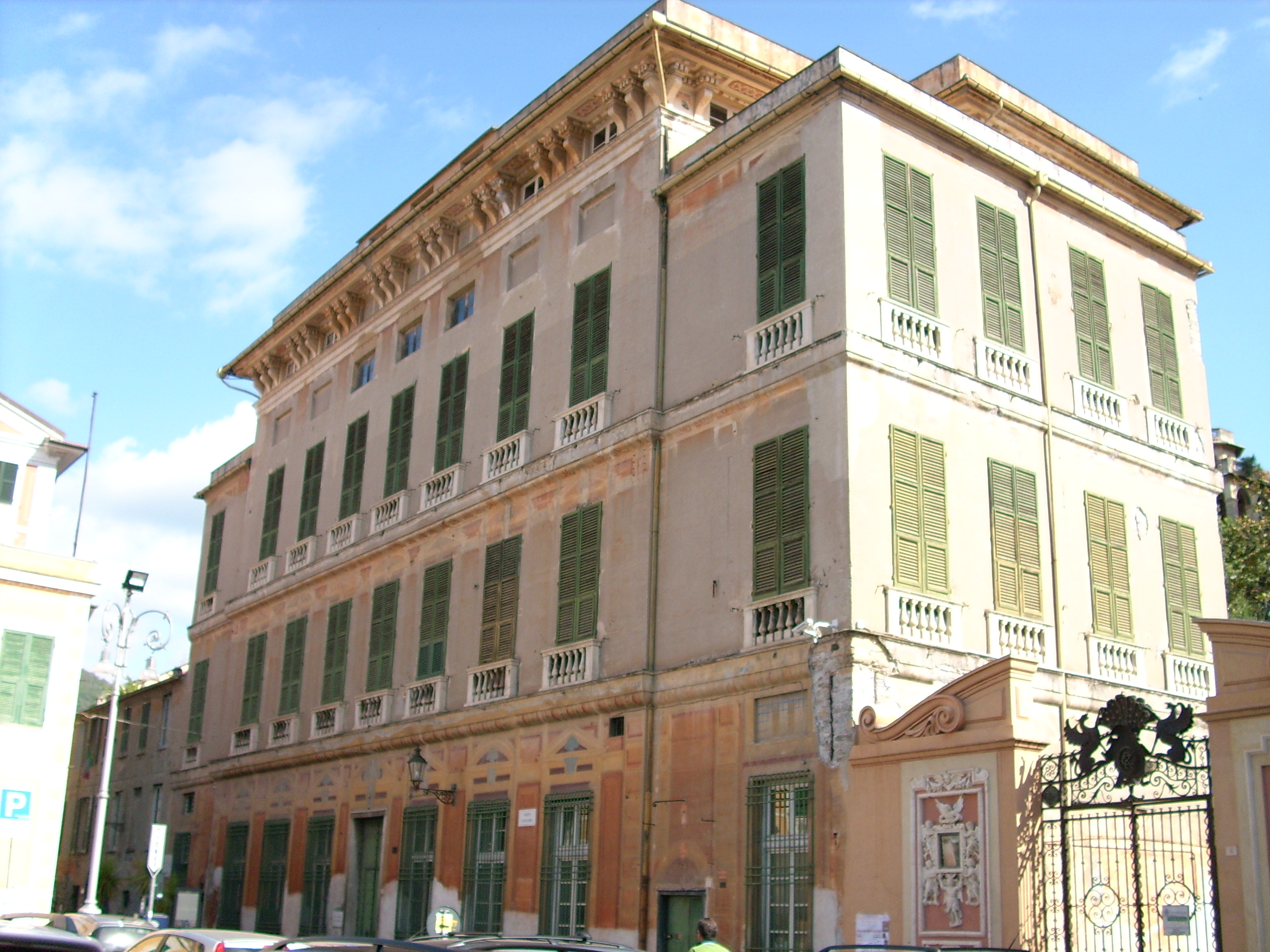
Palazzo Rocca a Chiavari realizzato nel 1629.

Tra il 1629 e il 1630 su commissione dei marchesi Costaguta, famiglia nobiliare chiavarese, progetta l'odierno palazzo Rocca che, divenuto proprietà nel 1912 del Comune di Chiavari, è sede attuale del Museo Archeologico per la Preistoria e la Protostoria del Tigullio e la Galleria Civica. La stessa famiglia nobiliare darà a Bartolomeo Bianco, nel 1630, la commissione per la riedificazione della chiesa di San Francesco d'Assisi, risalente al XIII secolo e oggi trasformata in auditorium.
Morì a Genova nel 1657. Il figlio, Giovanni Battista Bianco, fu modesto scultore, autore in particolare del gruppo bronzeo della Madonna circondata da angeli sull'altare maggiore della cattedrale di S. Lorenzo.